# Дауркин, Николай Иванович
Никола́й Иванович Дауркин, при рождении Тангитан (1734 — после 1795) — российский путешественник, по происхождению его отец был коряк, а мать — чукчанка. Участник нескольких экспедиций на Чукотку. Именем Дауркина назван полуостров на Чукотке. Во время своего посещения в 1764—1765 годах посетил поселение Кынговей. В ходе экспедиция Биллингса-Сарычева, летом 1791 года совместно с Иваном Кобелевым высадился на западном берегу полуострова Сьюард (Аляска).

## Биография
Во время похода 1747 года майора Дмитрия Павлуцкого на Чукотку в плен была взята семья абориген: отец, мать и их десятилетний сын Тангитан. Отец, коряк по имени Омшат, сумел бежать из плена. Мать, родственница главного чукотского тойона Тентиона, была «по распросам на огне зжена и убита». Мальчика Тангитана Дмитрий Павлуцкий отправил в Анадырский острог. Тангитан обжился среди русских, после чего его послали в Якутск к жене Павлуцкого — Анне Филипповне. Там маленького Тангитана крестили, и по своему крестному — якутскому подьячему, Ивану Андреевичу Борисову-Дауркину — он и получил свою русскую фамилию.

### На русской службе

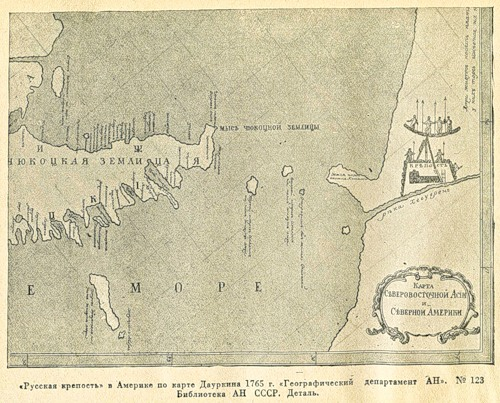
Карта Дауркина (Кынговей изображён справа)

В 1763 году Дауркин бежал из русского лагеря «в чукоцкие жилища в нощное время», затем вернулся к русским. Начальником Анадырской партии Плениснером Дауркин был за этот поступок наказан батогами. Тот факт, что Плениснер позже представлял побег как разведку, сделанную по его приказанию, А. С. Зуев связывает с желанием приписать себе заслуги Дауркина в исследовании и описании Чукотки.
В 1764—1765 годах побывал на Аляске. Среди всего прочего, он собрал сведения о Кынговее — поселении, в котором живут «бородатые люди», которые «молятся иконам». По данным, сообщённым Дауркину местными жителями, это поселение находилось на реке Хеуверен.
В поощрение заслуг в 1766 году Дауркину был жалован чин сибирского дворянина.
Участвовал в экспедиции 1768—1770 годов геодезистов Леонтьева-Лысова-Пушкарева на Медвежьи острова, служил при Морской конторе в Охотске, в 1774 году составил новую карту Чукотки, активно участвовал в заключении русско-чукотского мира и принятии чукчами русского подданства, при переговорах с чукотскими тойонами в Гижигинской крепости в 1775 и 1778 годах, до своего выхода в 1783 году в отставку служил переводчиком при Гижигинской верхней расправе. Составленная Дауркиным карта и в настоящее время имеет большую научную ценность как источник исторических сведений о коренных жителях Чукотки. По оценке Г. А. Меновщикова, Дауркин первым в истории картографии Северо-Востока Азии в массовом количестве ввёл в употребление местные топонимы, сохранив тем самым неоценимый источник по истории древних поселений чукчей и эскимосов.

## Сочинения
- Известия о Чукотском носе // Месяцеслов исторической и географической на 1780 г. — СПб., 1779;
- Две записки о сношениях с чукчами в 1774—1776 годах // Памятники новой русской истории. — СПб., 1873. — Т. 3.